# Henriettea membranifolia
Henriettea membranifolia là một loài thực vật thuộc họ Melastomataceae. Đây là loài đặc hữu của Puerto Rico.